# Lapin Kulta

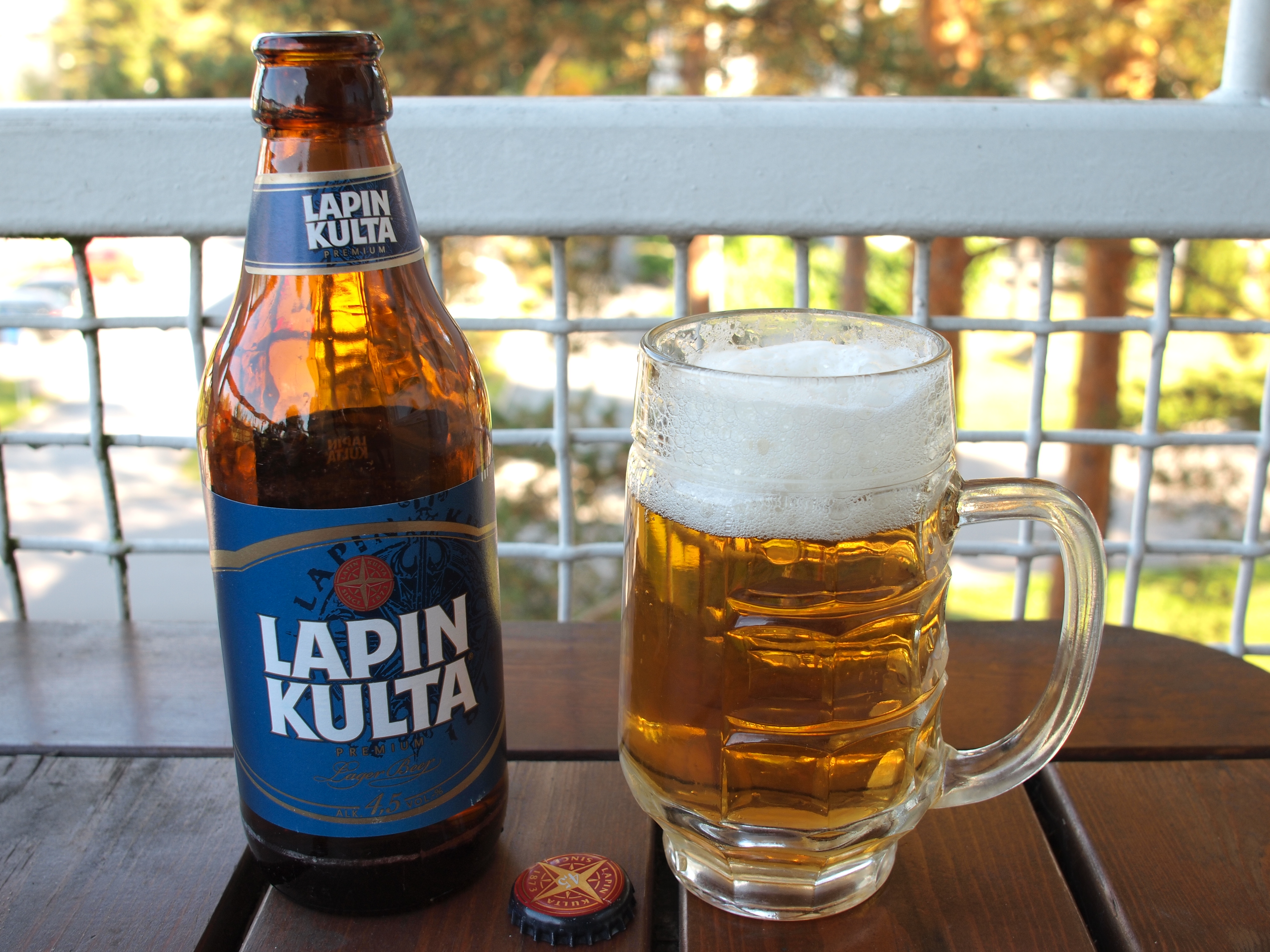
Lapin Kulta

Lapin Kulta (finska: "Lapplands guld") är ett ölmärke från Finland som tillverkas av bryggeriet Oy Hartwall Ab. Ölet tillverkades traditionellt sett i Torneå, men produktionen sker sedan 2010 i bryggeriets lokaler i Lahtis. Ölet är av typen ljus lager.

## Historik
Lapin Kulta har sitt ursprung i Torneå Bryggeri Aktiebolag, som grundades 1873 och som köptes 1980 av Oy Hartwall Ab. Namnet Lapin Kulta började användas 1963.